# Кранног

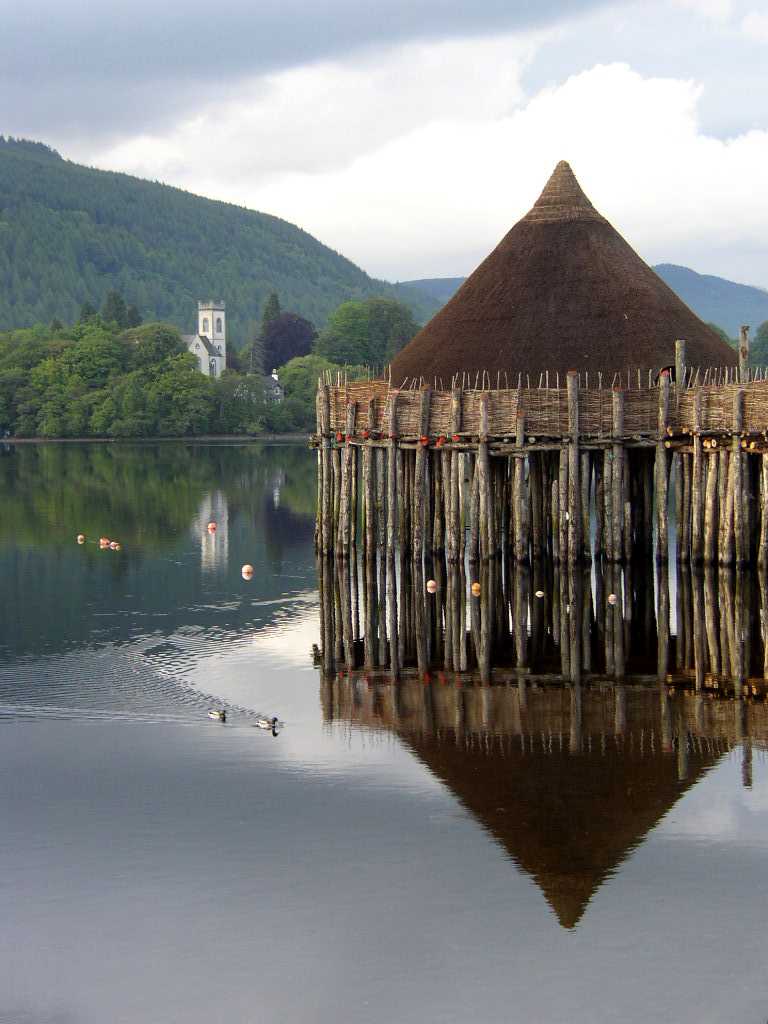
Реконструкція краннога на озері Лох-Тей.

Кранног (ірл. crannóg) — назва, що використовується в Шотландії і Ірландії для штучного або природного острова, який використовують як місце проживання. Назва також належить до дерев'яних платформ, споруджених на мілководді в місцевих озерах, в основному в епоху неоліту. Між тим, мало слідів цих будов дійшло до нас.
Назва походить від ірл. crann, що означає «дерево».
З берега на кранног можна було потрапити по кам'яному або дерев'яному мосту.
Мабуть, найдавнішим кранногом є острівець Eilean Domhnuill на Північному Уїсті — він був споруджений в період неоліту, близько 3800–3200 р. до н. е. Кранноги часто споруджувалися в епоху від залізної доби аж до настання Середньовіччя, тобто тоді ж, коли споруджувалися брохи і дуни.
Найбільша концентрація кранногів у Шотландії виявлена в регіоні Дамфріс і Галлоуей. Також велику кількість кранногів знайдено на Шотландському високогір'ї та в Ірландії.
Нині реконструйовані кранноги можна побачити на шотландському озері Лох-Тей і в Краггауновені у Ірландії.
При розкопках археологічної пам'ятки в Ліснакрогері (Lisnacrogher) (графство Антрім, Ірландія), відкритої в XIX столітті, знайдено велику кількість матеріалів латенської культури, зокрема піхви для мечів, типові для кельтського мистецтва.

## Ресурси Інтернету
- Вікісховище має мультимедійні дані за темою: Кранног
- [Архівовано 7 червня 2016 у Wayback Machine.]'The Island Dwellings of North Uist'
- Crannog.co.uk [Архівовано 12 грудня 2015 у Wayback Machine.], The Scottish Crannog Centre Reconstruction of a crannog.
- McMahonsOfMonaghan.org [Архівовано 21 червня 2012 у Wayback Machine.], Crannog illustration showing attack in Monaghan, Ireland in the 16th century.
- Channel4.com [Архівовано 11 жовтня 2008 у Wayback Machine.], Time Team on Crannogs.
- Channel4.com [Архівовано 10 жовтня 2008 у Wayback Machine.], Time Team excavation at Loch Migdale, January 2004.
- Canmore [Архівовано 4 грудня 2008 у Wayback Machine.], Royal Commission on the Ancient and Historical Monuments of Scotland's Canmore database, a searchable database of archaeological and architectural sites in Scotland, including crannogs.
- About.com [Архівовано 20 липня 2008 у Wayback Machine.], Llangors Crannog